# L'Heure symphonique
Pour plus de détails, voir Fiche technique et Distribution.
L'Heure symphonique (Symphony Hour) est un dessin animé de Mickey Mouse produit par Walt Disney pour RKO Radio Pictures, sorti le 20 mars 1942. C'est le dernier film de Mickey Mouse avant son retour en 1947.

## Synopsis
Mickey dirige un orchestre comprenant de nombreux personnages tels que Donald, Dingo, Clarabelle, interprétant l'ouverture de la Cavalerie légère de Franz von Suppé à merveille devant le producteur de radio Sylvester Macaroni (Pat Hibulaire). Le producteur signe avec eux un contrat pour une représentation publique radiodiffusée. À la suite d'une maladresse de Dingo, leurs instruments se retrouvent aplatis par un ascenseur. La représentation qui s'ensuit est assez étonnante.

## Fiche technique
- Titre original : Symphony Hour
- Série : Mickey Mouse
- Réalisation : Riley Thompson
- Musique : Cavalerie légère de Franz von Suppé
- Producteur : Walt Disney, John Sutherland
- Distributeur : RKO Radio Pictures
- Format d'image : couleur
- Langue : (en)
- Pays de production :  États-Unis
- Durée : 7 minutes
- Date de sortie :
  - États-Unis : 20 mars 1942
  - France : 20 avril 1990

## Distribution

### Voix originales
- Walt Disney : Mickey
- Billy Bletcher : Pat Hibulaire alias Sylvester Macaroni
- Pinto Colvig : Dingo
- John McLeish : Annonceur

### Voix françaises
- Jean-Paul Audrain : Mickey
- Michel Vocoret : Sylvester Macaroni
- Gérard Rinaldi : Dingo

## Commentaires
Après ce film, sorti au printemps 1942, Mickey connaîtra une absence au cinéma de cinq ans. Il ne réapparaîtra à l'affiche qu'en 1947 pour Rendez-vous retardé. Ce film marque aussi la dernière apparition jusqu'à 1983 — et le film Le Noël de Mickey — pour plusieurs personnages « historiques » : Clarabelle Cow, Horace Horsecollar et Clara Cluck.
Au niveau graphique et musical, Leonard Maltin a comparé le film à une « version Spike Jones de La Fanfare (1935) ».